# Eduard von Boguslawski
Eduard von Boguslawski (* 30. Dezember 1905 in Köthen (Anhalt); † 1. Februar 1999 in Rauischholzhausen bei Marburg) war ein deutscher Pflanzenbauwissenschaftler. Als Direktor des Instituts für Pflanzenbau und Pflanzenzüchtung der Justus-Liebig-Hochschule bzw. -Universität in Gießen hat er in den ersten Jahrzehnten nach dem Zweiten Weltkrieg die Entwicklung des wissenschaftlichen Landbaus in Deutschland maßgebend mitgestaltet.

## Lebensweg
Eduard von Boguslawski, Sohn eines Ingenieurs, absolvierte nach dem Abitur zunächst eine landwirtschaftliche Lehre und studierte ab 1925 Natur- und Agrarwissenschaften an der Friedrichs-Universität Halle. Er war Mitglied der Corps Normannia Halle (1927) und Saxonia Frankfurt am Main (1949).
1928 wechselte er an die Albertus-Universität Königsberg. Mit einer Doktorarbeit bei dem Pflanzenbauwissenschaftler Eilhard Alfred Mitscherlich wurde er 1932 zum Dr. phil. promoviert. Nach dreijähriger Tätigkeit als wissenschaftlicher Assistent erhielt er 1935 eine Anstellung am Institut für Pflanzenbau und Pflanzenzüchtung der Schlesischen Friedrich-Wilhelms-Universität. Er habilitierte sich 1936 mit einer experimentellen Arbeit über die Kaliumaufnahme des Hafers und erhielt die Venia legendi für die Fachgebiete Ackerbau, Pflanzenbau und Pflanzenzüchtung. 1943 wurde er zum Professor ernannt. Im Zweiten Weltkrieg leitete er in Cherson eine der vier Forschungsanstalten, die mit der Reorganisation der landwirtschaftlichen Forschung in den besetzten Ostgebieten beauftragt waren.
Im Jahr 1946 wurde Boguslawski mit der Vertretung des Pflanzenbau-Lehrstuhls in Gießen beauftragt und 1948 als Nachfolger von George Sessous auf den Lehrstuhl für Pflanzenbau und Pflanzenzüchtung der zunächst als Justus-Liebig-Hochschule fortgeführten Universität Gießen berufen. Hier entfaltete er eine intensive Lehr- und Forschungstätigkeit. 1974 emeritiert, war er auch als Emeritus noch über zwei Jahrzehnte an der Entwicklung des wissenschaftlichen Landbaus in Deutschland maßgebend beteiligt.

## Forschungsschwerpunkte
Während seiner Amtszeit hat von Boguslawski den Ausbau und die Ausstattung des Gießener Instituts für Pflanzenbau und Pflanzenzüchtung beispielhaft durchgeführt. Er gelang ihm, drei Versuchsfelder einzurichten, sowie eine Gefäßstation, eine Lysimeteranlage und ein Phytotron für die experimentellen Forschungsarbeiten zu bauen. Sein besonderes wissenschaftliches Interesse galt der Ertragsforschung, d. h. den Gesetzmäßigkeiten der Ertragsbildung bei Kulturpflanzen, die in ihren Anfängen auf die mehrjährige Zusammenarbeit mit seinem Königsberger Lehrer Eilhard Alfred Mitscherlich basierte. Zu seinen weiteren Forschungsschwerpunkten gehörten Untersuchungen an neugezüchteten Zwischenfruchtpflanzen, langjährige Feldversuche über Fruchtfolgeprobleme und Methoden schonender Bodenbearbeitung. Ein besonders Anliegen war es für ihn, zuverlässige Angaben über den Nährstoffentzug der Kulturpflanzen, das optimale Nährstoffverhältnis bei der Düngung und über günstige Maßnahmen zur Erhaltung der Bodenfruchtbarkeit zu gewinnen. Auch Probleme der Stallmist-, Grün-, Stroh- und Kompostdüngung prüfte er in langjährigen Dauerversuchen. In den 1960er Jahren entwickelte er zusammen mit Berthold Schneider das Boguslawski-Schneider-Ertragsgesetz zur praktischen Vorhersage landwirtschaftlicher Erträge, das als Meilenstein auf diesem Gebiet gilt.
Boguslawski war einer der ersten Hochschullehrer in Deutschland, der Fragen des ökologischen Landbaus und der biologisch-dynamischen Wirtschaftsweise mit wissenschaftlichen Methoden untersuchte. Hier war er seiner Zeit weit voraus. Allein mit dieser Thematik öffnete er der großen Schar seiner Diplomanden und Doktoranden den Blick für zukünftige Fragestellungen. Mehr als 120 seiner Schüler führte er zur Promotion. Sechs davon (Paul Limberg, Gerhardt Alleweldt, Walter Schuster, Annelise Vömel, Jochen Alkämper und Jürgen Debruck) habilitierten sich unter seiner Ägide.
Seine Forschungsresultate hat Boguslawski nicht nur in wissenschaftlichen Fachjournalen und praxisnahen Zeitschriften veröffentlicht, sondern auch in umfangreichen Beiträgen in Handbüchern publiziert. Seinen lang gehegten Wunsch, ein Lehrbuch für die Studierenden zu schreiben, konnte er wegen der vielseitigen anderen Verpflichtungen erst nach seiner Emeritierung verwirklichen. In Zusammenarbeit mit mehreren Gießener Agrarwissenschaftlern erschien das Buch 1981 unter dem Titel Ackerbau. Grundlagen der Pflanzenproduktion.

## Präsidentschaften
- Deutsche Gesellschaft für Landbauwissenschaften
- Deutsche Gesellschaft für Pflanzenbauwissenschaften
- Deutsche Gesellschaft für Fettwissenschaft
- Internationale Arbeitsgemeinschaft für Bodenfruchtbarkeit
- Internationale Bodenkundliche Gesellschaft
- Vorsitzender im Hauptausschuss Ackerbau der Deutschen Landwirtschafts-Gesellschaft

## Akademische Ämter
- Rektor der Justus-Liebig-Universität Gießen (1951–1953)
- Dekan der Landwirtschaftlichen Fakultät (1961–1963)
- Dekan des Fachbereichs Angewandte Biologie (1971–1972)

## Ehrendoktorate
- Fakultät für Landbau der Technischen Universität Berlin (1971)
- Ege Üniversitesi (1987)
- Landwirtschaftliche und Veterinärmedizinische Universität Iași (1992).

## Medaillen und Preise
- Wilhelm-Normann Medaille der Deutschen Gesellschaft für Fettwissenschaft (1986)
- Eilhard-Alfred-Mitscherlich-Preis der Gießener Fakultät
- Max-Eyth-Gedenkmünze in Silber
- Albert Schultz-Lupitz-Medaille der Deutschen Landwirtschafts-Gesellschaft
- Theodor-Roemer-Medaille der Arbeitsgemeinschaft für Getreideforschung in Detmold
- Bundesverdienstkreuz 1. Klasse (1978)

## Sonstige
- Ehrenmitglied des Corps Normannia-Halle (2. Juni 1976)

## Schriften (Auswahl)
- Ölfruchtbau. In: Handbuch der Landwirtschaft. 2. Auflage. Herausgegeben von Th. Roemer, A. Scheibe, J. Schmidt und E. Woermann. Bd. 2: Pflanzenbaulehre. Berlin und Hamburg 1953, S. 318–387.
- Das Zusammenwirken der Wachstumsfaktoren bei der Ertragsbildung. In: Zeitschrift für Acker- und Pflanzenbau. Bd. 98, 1954, S. 145–186.
- Bodenfruchtbarkeit vom Standpunkt des Ackerbauers. In: Landwirtschaft – Angewandte Wissenschaft. Nr. 26, 1954, S. 17–45.
- Das Ertragsgesetz. In: Handbuch der Pflanzenphysiologie. Herausgegeben von W. Ruhland. Bd. 4; Berlin, Göttingen, Heidelberg 1958, S. 943–976.
- Zur Problematik der Pflanzenbauwissenschaft. In: Zeitschrift für Acker- und Pflanzenbau. Bd. 108, 1959, S. 321–338.
- Zur Entwicklung des Begriffes Bodenfruchtbarkeit. In: Zeitschrift für Pflanzenernährung, Düngung, Bodenkunde. Bd. 108, 1965, S. 97–115.
- Wachstums- und Ertragsgesetze. In: Handbuch der Pflanzenernährung und Düngung. Herausgegeben von Hans Linser. Bd. 1, Zweite Hälfte. Wien, New York 1972, S. 739–788.
- Der Felddüngungsversuch (gemeinsam mit W. Schuster). In: Handbuch der Pflanzenernährung und Düngung. Herausgegeben von Hans Linser Bd. 1, Zweite Hälfte. Wien, New York 1972, S. 1181–1289.
- Zur Entwicklung und Problematik der Standortforschung im Pflanzenbau. Berlin und Hamburg 1973 (= Fortschritte im Acker- und Pflanzenbau Heft 1).
- Ackerbau. Grundlagen der Pflanzenproduktion (unter Mitarbeit von B. Bretschneider-Herrmann, J. Debruck, T. Harrach, W. Höfner und P. Limberg). Frankfurt/Main 1981.
- Konventioneller Landbau, Alternativen des Landbaues, Ökosysteme, Agro-Ökosysteme. (Ein Beitrag zur Begriffsbildung). In: Landwirtschaftliche Forschung Bd. 37, 1984, S. 241–247.